# Fratelli dell'Uomo
Fratelli dell'Uomo è un'organizzazione non governativa di cooperazione internazionale nata in Italia nel 1969 e appartenente al gruppo Frères des Hommes, sorta in Francia nel 1965, con affiliazioni in Belgio e Lussemburgo. Opera in America Latina e Africa con partner locali, sostenendone progetti e iniziative. Gli ambiti di questa cooperazione, sempre mirata a rafforzare i processi di partecipazione democratica, riguardano il diritto al cibo, la sovranità alimentare, la difesa dell'ambiente e dei beni comuni, l'economia solidale, il diritto alla salute, le migrazioni e il co-sviluppo.
In Italia Fratelli dell'Uomo svolge attività di informazione, educazione e sensibilizzazione. Lo scopo è di mettere in evidenza gli stretti legami che esistono tra le problematiche del Nord e del Sud del mondo; contribuire a elaborare una revisione profonda delle relazioni politiche, economiche e culturali tra paesi ricchi e paesi poveri; combattere gli stereotipi e i pregiudizi di un Sud "incapace di farsi carico di se stesso"; favorire la crescita di consapevolezza e la diffusione di una cultura di solidarietà e cooperazione, creare relazioni e avviare percorsi di cooperazione tra attori sociali del Nord e del Sud del mondo.
Fratelli dell'Uomo è un'organizzazione laica e indipendente riconosciuta dal Ministero degli affari esteri italiano e ha ottenuto dall'Istituto italiano della donazione l'attestato di conformità ai principi contenuti nella Carta della Donazione.
Nel 2019 è stato avviato un processo di fusione per incorporazione con la branca italiana di Amref (Associazione Amref Health Africa Onlus).